# Francisco Gómez-Jordana Sousa
Francisco Gómez-Jordana y de Sousa (Madrid, 1 de febrero de 1876-San Sebastián, 3 de agosto de 1944), también conocido en las fuentes como el general Jordana o el conde de Jordana, fue un militar y diplomático español que ocupó importantes cargos durante la monarquía de Alfonso XIII y guerra civil y los primeros años de la dictadura franquista. 
Hijo del también teniente general y alto comisario de España en Marruecos y general en jefe del Ejército de África, Francisco Gómez Jordana Hernández y Girona, fue presidente de la Junta Técnica del Estado durante la contienda, organismo que ejercía las funciones de gobierno en la zona nacional. Tras la formación del primer gobierno franquista, en 1938, Gómez-Jordana ocupó el puesto de vicepresidente del Gobierno y ministro de Asuntos Exteriores, dirigiendo la política exterior del incipiente régimen franquista. Cesado tras el final de la contienda, en 1942 volvió a ocupar la cartera de exteriores, en el contexto de la Segunda Guerra Mundial.
Ostentó el título nobiliario de I conde de Jordana.

## Biografía

### Cuba
Participó en la guerra de Cuba y en las campañas desarrolladas en Marruecos a principios del siglo XX. Era gentilhombre de cámara con ejercicio del rey Alfonso XIII desde 1919.

### Directorio
Durante la dictadura de Primo de Rivera fue vocal del Directorio Militar, y posteriormente miembro de la Asamblea Nacional Consultiva, como representante del Estado.
Como miembro del Directorio Militar, con el rango de general, tuvo responsabilidades sobre Marruecos y Colonias. En su calidad de miembro del Directorio fue el estratega en la planificación y ejecución del desembarco de Alhucemas.[cita requerida] El rey Alfonso XIII le concedió en 1925 el condado de Jordana por su actuación destacada en el desembarco de Alhucemas. Tres años más tarde fue nombrado Alto Comisario Español en Marruecos, ya como teniente general.
Fue encarcelado tras la proclamación de la Segunda República.

### Segunda República y guerra civil
Con la proclamación de la República, coherente con su condición de monárquico, presentó su dimisión al presidente Alcalá Zamora y se retiró del servicio activo acogiéndose a la Ley Azaña. En enero de 1933, estando en situación de segunda reserva, un decreto del Ministerio de la Guerra lo sancionó a seis años de inhabilitación absoluta para el ejercicio de cargos públicos. Miembro de la Unión Militar Española, fue el militar de mayor rango del ejército español que no se unió en un principio al golpe militar que dio lugar a la guerra civil. Sin embargo, durante el conflicto tuvo un papel relevante.
En junio de 1937, tras la muerte del general Mola, el general Fidel Dávila asumió el mando del Ejército del Norte y en su lugar, Gómez-Jordana asumió la Presidencia de la Junta Técnica del Estado. Durante el tiempo que estuvo al frente de este órgano, Gómez-Jordana demostró ser un administrador mucho más eficiente que su antecesor. También estuvo al frente del Alto Tribunal de Justicia Militar. Con la formación del primer gobierno de Francisco Franco, en enero de 1938, asumió la Vicepresidencia del Gobierno y Ministerio de Asuntos Exteriores. Algunos diplomáticos extranjeros, especialmente los británicos, tenían una buena opinión de Gómez-Jordana. Ramón Serrano Suñer decía desdeñosamente de él que era «un hombre de otra época».

### Gobierno De Francisco Franco

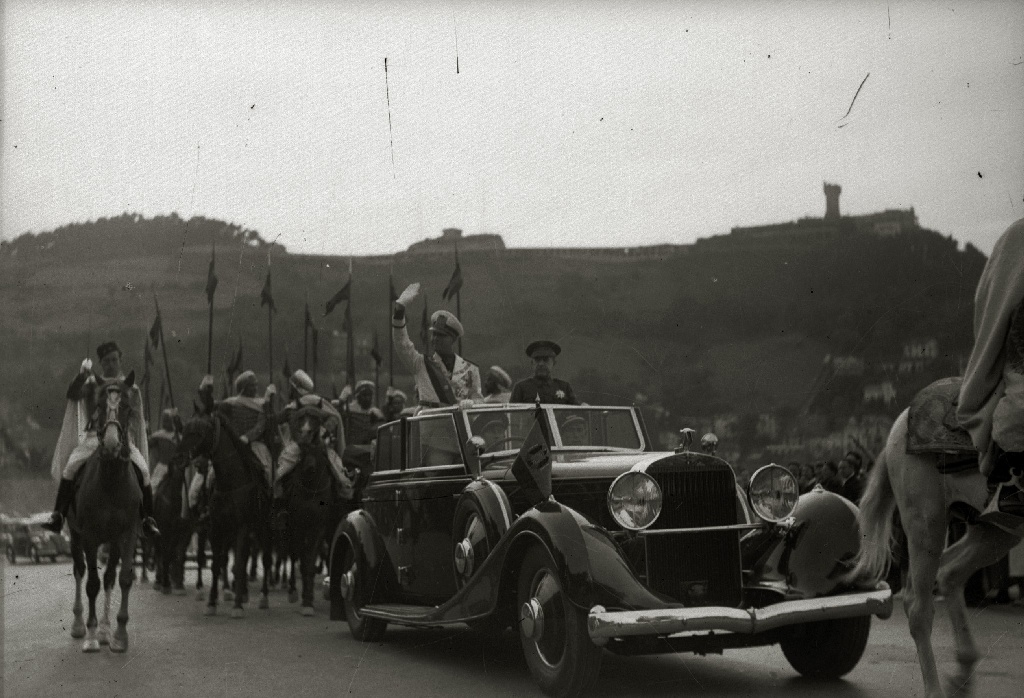
Jordana acompañando a Ciano en su visita a San Sebastián en 1939.

Al finalizar la guerra civil cesa en el Gobierno pasando a ocupar la Presidencia del Consejo de Estado. Unos años después, durante la Segunda Guerra Mundial, el general Franco le nombra nuevamente ministro de Asuntos Exteriores con el objeto de pilotar la neutralidad española en el conflicto y el acercamiento a los aliados. El regreso de Jordana al Ministerio de Asuntos exteriores fue bien recibido por Gran Bretaña y los Estados Unidos, conocidas sus pocas simpatías al Eje.
Su nombramiento se produjo tras la caída en desgracia de Serrano Suñer, que hasta entonces había desempeñado el puesto de ministro de Exterior. Ramón Serrano Suñer había sido un firme partidario de la Alemania nazi, en contraste con la tradicional postura aliadófila de Gómez-Jordana. Tras la llegada de Gómez-Jordana, en octubre de 1942 la estructura orgánica del ministerio fue reformada: las secciones de Ultramar y Asia, así como la de Relaciones Culturales, quedaron integradas en la Dirección General de Política Exterior, a cargo de José María Doussinague. También se produjeron numerosos cambios entre los cargos diplomáticos españoles en Hispanoamérica. Otra medida importante fue la creación de la Escuela Diplomática, en noviembre de 1942. El polémico Consejo de la Hispanidad, por el contrario, no fue alterado pero perdió casi toda su relevancia.
Desde el primer momento, Gómez-Jordana dedicó sus esfuerzos a lograr un acercamiento a las potencias aliadas —especialmente Gran Bretaña y los Estados Unidos—, en un contexto en que la evolución de la contienda empezaba a inclinarse en contra de la Alemania nazi y sus aliados. Por ejemplo, en enero de 1943 protestó ante Franco por el viaje que el ministro-secretario general de FET y de las JONS, José Luis Arrese, realizó a la Alemania nazi y el cual no le había sido comunicado previamente. Al tiempo que el nuevo ministro se distanciaba de las potencias del Eje, estrechó las relaciones con Portugal, Latinoamérica y el Vaticano. También sustituyó al embajador español en Berlín —José Finat, un simpatizante alemán y partidario de Serrano Suñer— por un diplomático profesional, Ginés Vidal Saura.
A pesar de su política aliadófila, a comienzos de 1943 Gómez-Jordana suscribió con el embajador alemán Hans-Adolf von Moltke un pacto secreto por el cual España se comprometía a luchar contra los Aliados en caso de que estos atacasen cualquier territorio español, mientras que la Alemania nazi se comprometía a ayudar al régimen franquista con la entrega de material militar. Gómez-Jordana también protagonizaría un incidente diplomático con los aliados, el conocido como «incidente Laurel».
Murió el 3 de agosto de 1944, a causa de una asistolia provocada por una hemorragia abdominal mientras se encontraba en San Sebastián, en pleno desenlace de la Segunda Guerra Mundial.

## Honores
Ostentó la práctica totalidad de la cruces españoles en el grado de Gran Cruz, incluyendo la Gran Cruz de Carlos III e Isabel la Católica, el Gran Cordón de la Orden de Santiago, la Gran Cruz de la Orden de Malta, la Orden Nacional de la Legión de Honor en grado de Gran Cruz etc.

## Imputación póstuma
En 2008, fue uno de los treinta y cinco altos cargos del franquismo imputados por la Audiencia Nacional en el sumario instruido por Baltasar Garzón por los delitos de detención ilegal y crímenes contra la humanidad que supuestamente habrían sido cometidos durante la guerra civil española y los primeros años del régimen de Franco. El juez declaró extinguida la responsabilidad criminal de Gómez-Jordana cuando recibió constancia fehaciente de su fallecimiento, acaecido sesenta y cuatro años antes.

## Obra escrita
- La tramoya de nuestra actuación en Marruecos ISBN 9788487999864.
- Milicia y diplomacia: los diarios del Conde de Jordana 1936-1944[29][30]